# Саррю, Жак Тома
Жак Тома Саррю (16 августа 1765 — 26 июня 1813) был командиром дивизии в Первой французской империи Наполеона. Он руководил полком в Гогенлиндене, бригадой в Йене, Бусаку и Фуэнтес-де-Оньоро и дивизией в Саламанке. Он был смертельно ранен, когда вёл своих солдат против армии союзников в битве при Витории. Имя Саррю высечено под Триумфальной аркой в столбце 21.

## Революция
Саррю родился 16 августа 1765 года в Канте, который сейчас находится в департаменте Арьеж, Франция, на границе с Испанией. В 1782 году он поступил на службу добровольцем в Пикардийский полк. В 1791 году он стал помощником генерал-адъютанта Друэ и получил свои капитанские галуны во время бельгийской кампании. 6 ноября 1792 он отличился в битве при Жемаппе, и 5 декабря 1793 года был назначен помощником генерал-адъютанта. 28 мая 1794 года он стал полковником 3-й полубригады. 19 февраля 1796 года он получил под командование 8-ю пехотной полубригаду. В тот год 8-я пехотная служила в армии Севера, но в 1797 году она была переведена в армию Германии. В 1798 году полубригада попеременно была в армии Майнца, армии Дуная и армии Рейна. В битве при Гогенлиндене 3 декабря 1800 года 8-я полубригада численностью 2680 человек входила в дивизию Антуана Ришпанса.

## Империя
Назначенный бригадным генералом 29 августа 1803 года, он участвовал в сражениях при Ламбахе 31 октября и 1 ноября 1805 года, в при Йене 14 октября 1806 года, при Бусаку 27 сентября 1810 года и в Фуэнтес-де-Оньоро 3-5 мая 1811 года. 15 июля 1811 года дивизия Саррю в армии Португалии насчитывала 4922 человека. Дивизия содержала по три батальона из 2-го лёгкого, 4-го лёгкого и 36-го линейного пехотных полков. 20 июня 1811 года он был повышен в чине до генерал-майора, а 22 июля следующего года принял участие в битве при Саламанке. 21 июня 1813 года он получил задание прикрыть отступление после битвы при Витории и был ранен во время атаки на войска герцога Веллингтона. Попав в плен к англичанами, он умер от ран 26 июня 1813 года.